# オウム食
オウム食（おうむしょく）では、オウム真理教の出家信者における食文化について解説する。

## 概要
オウム真理教の出家信者は、原則として一日一食（場合によっては二食まで可）の食事であり、肉や魚を排除した食事が供された。教団では「一日一食は聖者の食事」とされていた。
主食は胚芽米で、おかずは教団内で料理された芋やダイコンなどの根菜の煮物、さらに豆腐や納豆など豆製品やヒジキなどの海藻類が多く出された。こうした料理が一年中ほぼ変わらずに出されていた。後になると、教団特製のイースト菌を使わないパンやラーメンなども登場し、メニューが増した。調理の中で味付けは行われず、希望すれば醤油で個々人が味付けして食べるようになっていたが、この料理を食べること自体が「味への執着を絶つ修行」の一環であったため、醤油を使う信者はいなかった。また、提供された食事は全て残さず食べなければならなかった。牛乳も「殺生」に当たるため禁じられており、代わりに豆乳が出された。1994年からはヨーグルト菌の殺生も禁止された。
他にカビの生えたもの、自家製インスタントラーメン、豚の餌、残り物をごった煮して作った団子なども食べていた。
一例として、1989年頃は1日1食でご飯どんぶり一杯・根菜水煮どんぶり一杯（各自が塩で味付け）・納豆一パック・のり半枚・ひじき大さじ一杯・豆乳お玉二杯程度だった。
「たまにはおいしいものを食べたくないですか」という熊本日日新聞の記者の質問に対して、ある若い男の信者は「禅の坊さんがハンバーグだ、エビフライだと食べますか」と一笑に付したという。しかし一方で麻原や麻原一家、オウム最高幹部、ダーキニーなどはこっそり贅沢をしていて、教団内で禁じられているものを食べていた。麻原に至っては大のファミレス好きであった。麻原の三女である松本麗華はエビ好き、四女は肉好きであったので、三女は人間より高いステージだから、四女は過去世でチベットにいたからという理由がつけられた。また、出家信者の中には、戒律を破ってカレーハウスCoCo壱番屋の大盛りチャレンジに挑戦し、食べ切った姿を写真に撮られていた者もいた。教団関連のうまかろう安かろう亭・オウムのお弁当屋さんなどでは肉を使用したメニューが提供されていた。
出家信者に供される食事を「供物」といい、食べることを「供養」といった。食事は、教団施設の食堂で提供されたが、麻原彰晃が説教するビデオがスクリーンに映されており、信者たちはその前で黙々と食べなければならなかった。
ほぼ完全な菜食であるので、長期間摂取すると体臭が消えそうなものであるが、出家信者の中には長期間風呂に入らない者が数多く居たため独特の臭いがしたと熊本日日新聞の記者が証言している。また殺生禁止のためサティアン内にはネズミやゴキブリが多く、不衛生であった。清潔にしたいということも煩悩のひとつとされていた。

## サットヴァ食品
麻原がマントラを唱えて、カルマを落とした食品を「サットヴァ食品」といった。教団の雑誌『えんじょい・はぴねす』には、「サットヴァ」は「全てを照らす善性の光エネルギー」であり、サットヴァ食品は食品の持つカルマを落として浄化した理想の食べ物と説明されていた。初期の頃は麻原が自らマントラを唱えていたが、後に村井秀夫が考案した部屋の四方にスピーカーを取り付けて麻原のマントラや電流を流す「アストラルテレポーター（アストラルくん）」を発明してからは、専らこの装置により「食品のカルマ」を落とした。尊師の神聖なヴァイブレーションを再現するということに重きが置かれたため、アストラルテレポーターは当時最先端のハイレゾマシンとして設計されたという。
これらのサットヴァ食品は、教団内での食事に使われるだけでなく、教団の刊行物に広告が掲載されて在家信者向けに販売されていた。修法時間（アストラルテレポーターにかけられた時間）によって価格が異なり、同じ量でも修法時間が長くなればなるほど高価になっていた。また、サマナ向けと在家信者向けでは、同じ食品でも成分が異なっていたという説もある。

### 主なサットヴァ食品
- サットヴァ・レモン
- サットヴァ・オレンジ
- サットヴァ・アップル
- サットヴァ・グレープフルーツ

カネボウフーズ（現・クラシエフーズ）が製造していた粉末ジュース「フルフルレモン」を再パックしたもの。最初にサットヴァ・レモンが作られ、徐々に他の味も製造された。元々はオウム真理教陸上競技部用に作られた。
教団内の修行でも多用され、「キリストのイニシエーション」に用いられた液体はサットヴァ・レモンにLSDを溶かして麻原が一度口に含んだもので、「温熱療法」では57度に熱したサットヴァ・レモン1.5リットルを飲み干さなければならなかった。
- サットヴァ・ハニー

600グラム入りと1100グラム入りの2種類が販売されていた。
- サットヴァ・サラダ油
- 愛のしょうゆ
- 愛のみそ - 端本悟によるとマルコメ味噌など市販の味噌に麻原のマントラテープを聞かせただけの詐欺まがいな代物であるという（麻原のマントラを聞かせると何らかの良い効果があると信じられていた）。テープを48時間流したものは1万円したが、買う人もいた[11]。
- 愛のごま
- 愛のひじき
- シヴァ神の汗（食塩）

## アーレフ食
Alephになってからも「アーレフ食」と名前を変えて、オウム真理教時代の食生活を維持しているほか、公安調査庁の立入検査でも、教団施設で食品の製造設備が見つかっている。2006年には岐阜県美濃加茂市と関市の教団施設で、サットヴァ・レモンと水飴を用いた菓子「プラーナパワー」の製造工場と、麻原のマントラを流して食品浄化する「修法室」が確認されており、教団が麻原の影響下にある証左とされている。2009年には、埼玉県吉川市の教団施設でアストラル・テレポーターが見つかったほか、2008年と2011年には千葉県野田市の教団施設で粉末飲料やそばつゆの製造設備、2010年には埼玉県越谷市の教団施設で各地の教団施設に配るパンや麺類の製造設備が見つかった。

## 参考資料
1. 1 2 3 4 5  熊本日日新聞社・編『オウム真理教とムラの論理』葦書房 1992年 P.21
のちに文庫化（朝日文庫く13-1 ISBN 4-02-261118-9 1995年 P.22~23）
2. 1 2  元信者たちの手記 カナリヤの会
3. ↑  田村智『麻原おっさん地獄』 p.25
4. ↑  広瀬健一「オウム真理教元信徒　広瀬健一の手記」 浄土真宗大谷派円光寺
5. ↑  田村智『麻原おっさん地獄』 p.37-43
6. ↑  降幡賢一『オウム法廷5』 p.226
7. ↑  NCC宗教研究所/富坂キリスト教センター共編『あなたはどんな修行をしたのですか？オウムからの問い、オウムへの問い』 p.53
8. ↑  高橋英利『オウムからの帰還』 p.99
9. 1 2  「「尊師の残り湯」が2万円 今だから笑えるトンデモ商法」 『週刊朝日緊急増刊 オウム全記録 -彼らの暴走は本当に終わったのか-』朝日新聞出版 2012年 P.47
10. ↑  元R師のブログ アストラルテレポーター②
11. ↑  江川紹子『魂の虜囚』 p.415
12. ↑  “立入検査実施結果について”. 公安調査庁 (2006年7月13日). 2022年12月29日閲覧。
13. ↑  “立入検査実施結果について”. 公安調査庁 (2009年2月6日). 2022年12月29日閲覧。
14. ↑  “立入検査実施結果について”. 公安調査庁 (2008年6月6日). 2022年12月29日閲覧。
15. ↑  “立入検査実施結果について”. 公安調査庁 (2011年3月4日). 2022年12月29日閲覧。
16. ↑  “立入検査実施結果について”. 公安調査庁 (2010年2月17日). 2022年12月29日閲覧。